# Jaume Filella i Ferrer
Jaume Filella i Ferrer (Barcelona, 25 de juliol de 1927 - Sant Cugat del Vallès, 9 de novembre de 2017) fou un sacerdot i professor de psicologia jesuïta català. Exercí de director d'ESADE entre 1988 i 1992, així com de director de la Biblioteca Borja entre 2001 i 2006.
Estudià al Col·legi Casp-Sagrat Cor de Jesús i el 24 d'octubre de 1944 ingressà a la Companyia de Jesús en el Monestir de Veruela, situat a l'oest de la província de Saragossa, Espanya. El 24 de març de 1961 fou ordenat sacerdot a Pune, Índia. Tres anys després, al 2 de febrer de 1964, realitzà els seus darrers vots mentre es trobava a la ciutat índia de Bombai.